# David Mitov Nilsson

För andra personer med samma namn, se David Nilsson.  
David Erik Johan Mitov Nilsson, född 12 januari 1991 i Norrköping, är en svensk-makedonsk fotbollsmålvakt som spelar för IFK Norrköping.

## Klubbkarriär
Han gjorde sin debut i Allsvenskan i det östgötska derbyt mellan IFK Norrköping och Åtvidabergs FF den 23 maj 2012, matchen slutade 2–2. Första säsongen i högsta serien slutade med succé och Han landade på en förstaplats i målvaktsligan. Han vann även spårvagnsligan, den högst rankade spelaren enligt Norrköpings Tidningar 2012.
Den 2 augusti 2019 värvades Mitov Nilsson av GIF Sundsvall i en bytesaffär där Maic Sema gick i motsatt riktning. Efter säsongen 2019 lämnade han klubben. I januari 2020 värvades Mitov Nilsson av norska Sarpsborg 08, där han skrev på ett tvåårskontrakt.
Den 8 januari 2021 värvades Mitov Nilsson av IK Sirius, där han skrev på ett 3,5-årskontrakt.
Vid utgången av kontraktet med Sirius så återvände Mitov Nilsson till moderklubben IFK Norrköping då han skrev på ett kontrakt på 3,5 år.

## Landslagskarriär
Han gjorde även sin debut i U21 landslaget samma år i en match mot Rumänien som slutade i förlust 0–2. Där David släppte in 0-2 målet på straff. Den 5 december 2012 blev Mitov Nilsson uttagen till A-landslaget inför King's Cup.
Han har, genom sin makedonska mor, dubbelt medborgarskap och pass från Nordmakedonien. Han har figurerat i svenska landslaget vid fyra tillfällen, men gjorde inte någon tävlingsmatch. I september 2015 tillkännagav Mitov Nilsson att han byter till Nordmakedoniens landslag.

## Karriärstatistik
| Klubb                                                     | Säsong            | Inhemsk liga      | Inhemsk liga | Inhemsk liga | Nat. täv. | Nat. täv. | Internat. täv. | Internat. täv. | Totalt | Totalt |
| Klubb                                                     | Säsong            | Serie             | SM           | Mål          | SM        | Mål       | SM             | Mål            | SM     | Mål    |
| --------------------------------------------------------- | ----------------- | ----------------- | ------------ | ------------ | --------- | --------- | -------------- | -------------- | ------ | ------ |
| IFK Norrköping                                            | 2009              | Superettan        | 3            | 0            | 0         | 0         | 0              | 0              | 3      | 0      |
| IFK Norrköping                                            | 2010              | Superettan        | 0            | 0            | 1         | 0         | 0              | 0              | 1      | 0      |
| IFK Norrköping                                            | 2011              | Allsvenskan       | 0            | 0            | 0         | 0         | 0              | 0              | 0      | 0      |
| IFK Norrköping                                            | 2012              | Allsvenskan       | 19           | 0            | 1         | 0         | 0              | 0              | 20     | 0      |
| IFK Norrköping                                            | 2013              | Allsvenskan       | 25           | 0            | 4         | 0         | 0              | 0              | 29     | 0      |
| IFK Norrköping                                            | 2014              | Allsvenskan       | 21           | 0            | 1         | 0         | 0              | 0              | 22     | 0      |
| IFK Norrköping                                            | 2015              | Allsvenskan       | 30           | 0            | 3         | 0         | 0              | 0              | 33     | 0      |
| IFK Norrköping                                            | 2016              | Allsvenskan       | 5            | 0            | 0         | 0         | 0              | 0              | 5      | 0      |
| IFK Norrköping                                            | 2017              | Allsvenskan       | 15           | 0            | 1         | 0         | 2              | 0              | 18     | 0      |
| IFK Norrköping                                            | 2018              | Allsvenskan       | 0            | 0            | 2         | 0         | 0              | 0              | 2      | 0      |
| IFK Norrköping                                            | 2019              | Allsvenskan       | 0            | 0            | 0         | 0         | 0              | 0              | 0      | 0      |
| IFK Norrköping                                            | Totalt i klubblag | Totalt i klubblag | 118          | 0            | 13        | 0         | 2              | 0              | 133    | 0      |
| IF Sylvia (lån)                                           | 2011              | Div 1 Södra       | 20           | 0            | 0         | 0         | 0              | 0              | 20     | 0      |
| IF Sylvia (lån)                                           | Totalt i klubblag | Totalt i klubblag | 20           | 0            | 0         | 0         | 0              | 0              | 20     | 0      |
| GIF Sundsvall                                             | 2019              | Allsvenskan       | 11           | 0            | 1         | 0         | 0              | 0              | 12     | 0      |
| GIF Sundsvall                                             | Totalt i klubblag | Totalt i klubblag | 11           | 0            | 1         | 0         | 0              | 0              | 12     | 0      |
| Sarpsborg 08                                              | 2020              | Eliteserien       | 26           | 0            | 0         | 0         | 0              | 0              | 26     | 0      |
| Sarpsborg 08                                              | Totalt i klubblag | Totalt i klubblag | 26           | 0            | 0         | 0         | 0              | 0              | 26     | 0      |
| IK Sirius                                                 | 2021              | Allsvenskan       | 17           | 0            | 3         | 0         | 0              | 0              | 20     | 0      |
| IK Sirius                                                 | 2022              | Allsvenskan       | 13           | 0            | 0         | 0         | 0              | 0              | 13     | 0      |
| IK Sirius                                                 | 2023              | Allsvenskan       | 12           | 0            | 0         | 0         | 0              | 0              | 12     | 0      |
| IK Sirius                                                 | 2024              | Allsvenskan       | 7            | 0            | 0         | 0         | 0              | 0              | 7      | 0      |
| IK Sirius                                                 | Totalt i klubblag | Totalt i klubblag | 49           | 0            | 3         | 0         | 0              | 0              | 52     | 0      |
| IFK Norrköping                                            | 2024              | Allsvenskan       | 18           | 0            | 0         | 0         | 0              | 0              | 18     | 0      |
| IFK Norrköping                                            | Totalt i klubblag | Totalt i klubblag | 18           | 0            | 0         | 0         | 0              | 0              | 18     | 0      |
| Antal matcher och mål är korrekt per den 11 november 2024 |                   |                   |              |              |           |           |                |                |        |        |